# 600

## Události
- v oblasti Londýna obnoveno anglosaské osídlení (Lundenwic) (přibližné datum)
- irští misionáři šíří křesťanství ve Skotsku a Německu
- Augustin z Canterbury pokřtil Ethelberta z Kentu
- zřízena první leprosária na území Japonska

## Vědy a umění
- lidská populace na Zemi čítá asi 208 000 000 lidí
- indičtí matematici vynalezli záporná čísla (přibližné datum)
- Peršané začínají používat větrné mlýny pro zavlažovací systémy
- první epidemie pravých neštovic v Evropě

## Úmrtí
- Venance Fortunat, biskup z Poitiers
- John Climax, asketa a mystik

## Hlavy států

### Evropa
- Papež – Řehoř I. Veliký
- Langobardské království – Agilulf
- Vizigótské království – Rekkared I.
- Sasové – ?
- Bavorské vévodství – Tassilo I. Bavorský
- Franská říše – Chlothar II. (584–629)
  - Orléans/Burgundsko – Theuderich II. (595–613)
  - Mety – Theudebert II. (595–612)
- Anglie
  -  Wessex – Ceolwulf
  -  Essex – Sledda

### Blízký Východ a Severní Afrika
- Byzantská říše – Maurikos
- Sásánovská říše – Husrav II.
- Aksumské království – Saifu nebo Israel Aksumský

### Dálný Východ a Asie
- Čínské císařství – Jang Ťien
- Japonské císařství – císařovna Suiko